# マルシュ (ライン＝ネッカー郡)
マルシュ (ドイツ語: Malsch) は、ドイツ連邦共和国バーデン＝ヴュルテンベルク州ライン＝ネッカー郡に属す町村（以下、本項では便宜上「町」と記述する）。

## 地理
マルシュは、ヴィースロッホの南、クライヒガウの北西角、すなわちオーバーライン地溝帯の縁に位置し、ライン＝ネッカー大都市圏に含まれる。標高246mのレッツェンベルクの麓にあたる。
境を接する市町村は、北から時計回りにラウエンベルク、ミュールハウゼン、バート・シェーンボルン、ザンクト・レオン＝ロートである。

## 歴史
マルシュは、ロルシュ文書に含まれる783年の贈与証明書に初めて記録されている。976年に皇帝オットー2世はベネディクト会のモースバッハ修道院をマルシュを含む23の村とともにヴォルムス司教に与えた。1302年にこの村はシュパイアー司教本部に贈与された。ここではローテンベルク管区に属したが、この管区は1463年から1505年までプファルツ選帝侯に担保として出された。1525年4月20日、レッツェンベルク山に農民が参集したことで、シュパイアー司教領におけるドイツ農民戦争が火蓋を切った。この暴動が鎮圧されると、マルシュは破壊された。
三十年戦争では、1622年にティリー伯はこの村を焼き討ちした。戦争が終わった時、マルシュには住民がいなくなり、人口は戦争開始時のわずか5%にまで減少していた。プファルツ継承戦争では、プファルツ選帝侯領ではないにもかかわらず、1689年と1693年にフランス軍に攻撃された。
フランス革命による変革後、1803年にマルシュはバーデン領となり、500年以上に及ぶシュパイアー司教領時代が終わった。マルシェンベルクの領域（現在のラウエンベルクの一部）は1824年に分離された。バーデン大公カールの義兄に当たるロシア皇帝アレクサンドル1世は1818年にマルシュを訪れている。
1870年からヴァイマル共和政終焉の1933年まで中央党がマルシュにおける最大政党であった。この町は、第二次世界大戦後、旧ドイツ領の東プロイセンやシレジア、チェコ領であったズデーテン地方などから追放された人々を350人受け容れた。マルシュは新しく創設されたバーデン＝ヴュルテンベルク州の一員となった。

### 宗教
長い間シュパイアー司教本部領であっただけにマルシュの住民は主にカトリック信者である。第二次世界大戦後の難民の受け入れによっても、宗教分布はほとんど変わらなかった。
ユダヤ人は18世紀の初め頃からマルシュに定住していた。ユダヤ人の比率が最高に達した1875年には7.5%であった。その後、都市部への流出が起こった。1834年に建設されたシナゴーグは1938年に焼失した。

## 行政

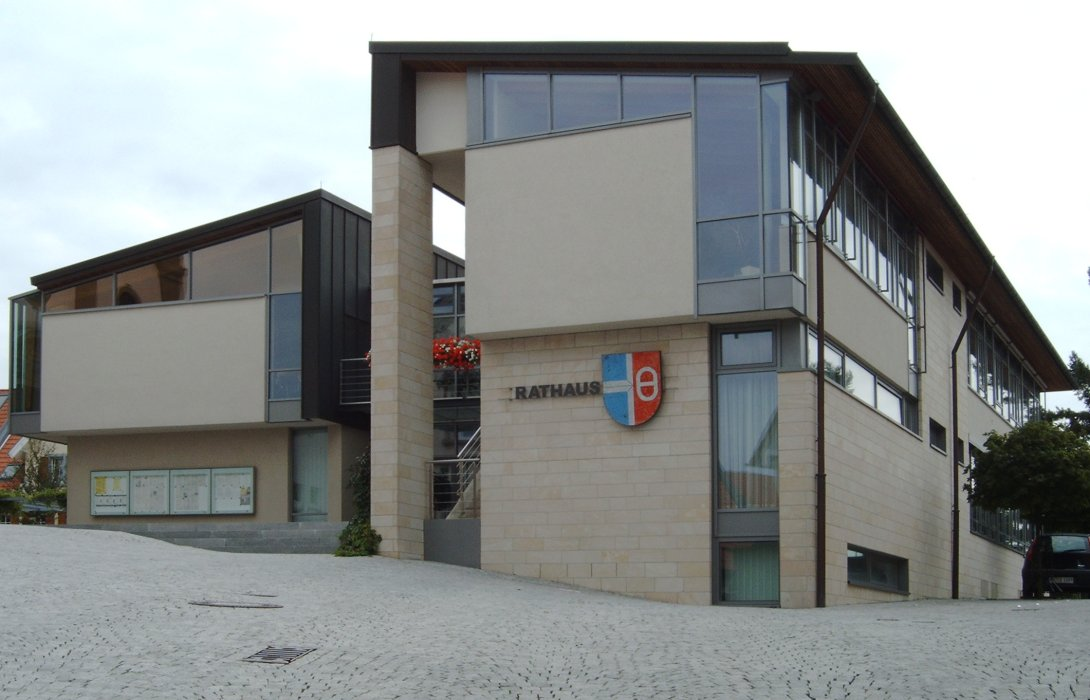
マルシュの町役場

### 議会
マルシュの議会は14議席からなる。これに議長を務める首長が加わる。

### 紋章
図柄: 青地と赤地に二分割。向かって左は紋章の端から端までの銀十字の半分。向かって右は銀の村のマーク（θ型のマーク、ゼスター）
この紋章は1900年にゲネラルランデスアルヒーフ（文書館）に認可された。穀物を意味する村のマークは、1771年の印章にすでに登場する。半分隠された十字はシュパイアー司教の紋章である。
旗は、赤 - 青で、1935年にはすでに用いられていたことが分かっている。

### 友好都市
- ザマールディ（ハンガリー、バラトン湖南岸）2001年

## 文化と見所

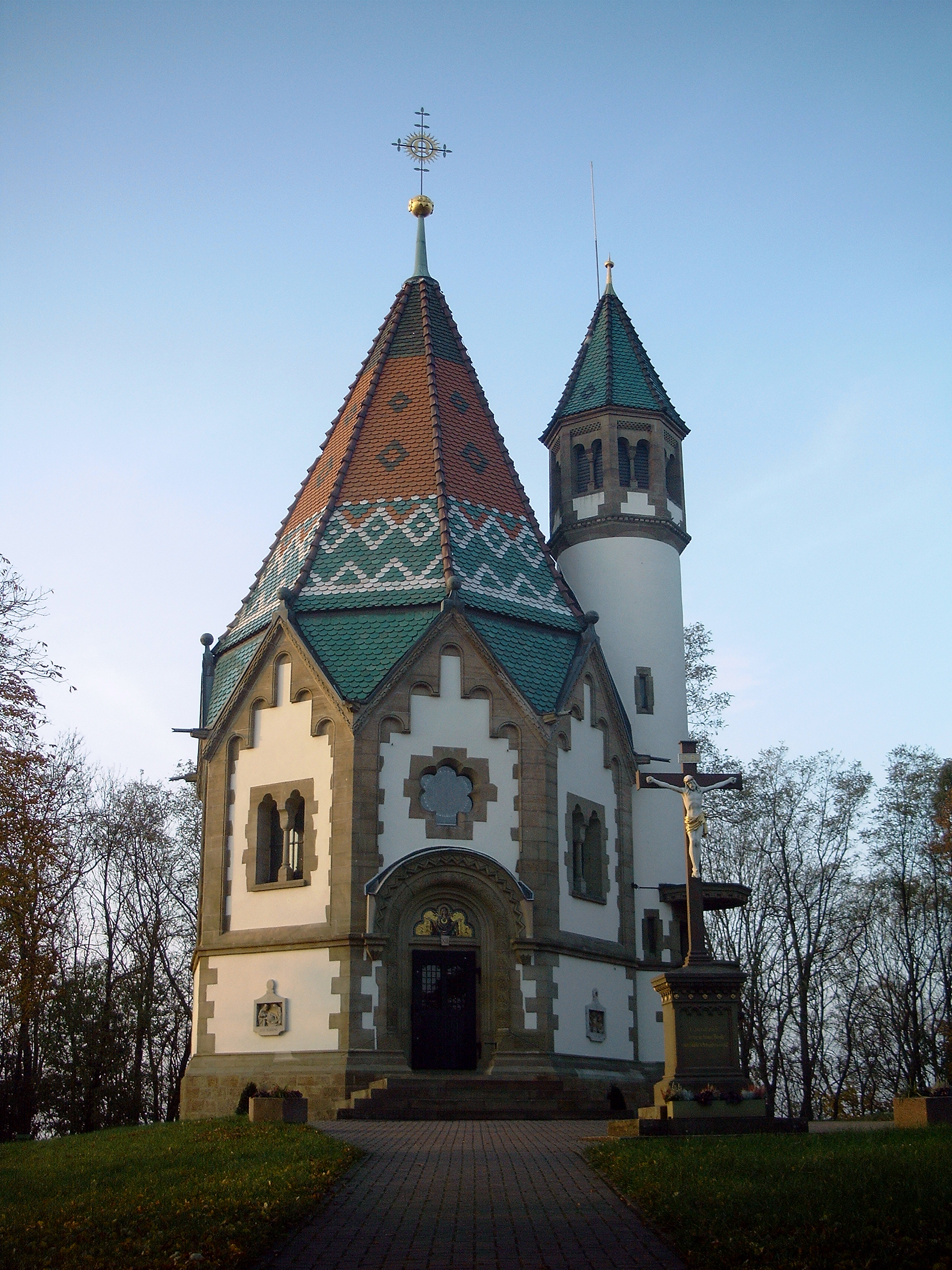
レッツェンベルクの巡礼礼拝堂

### 教会
1972年にバロック教会聖ユリアナ教会が外壁に至るまで焼失した。十四聖人像、オルガン、説教壇、脇祭壇、バロック様式によるイエス洗礼の場が破壊された。聖具室だけが無傷で残された。教会は1974年までに再建された。
1902年に建設されたレッツェンベルクの巡礼礼拝堂へは、年に2回大規模な聖ヴェンデリヌスの巡礼が行われる。春の巡礼は5月の第1日曜日、秋の巡礼は9月の第3日曜に行われる。2つの巡礼の間の火曜日の夕方に、巡礼礼拝堂で聖餐式が開催される。毎年9月の最終日曜日には馬の巡礼が行われる。この巡礼は人と動物の敬虔の祈りで終わる。

### スポーツ
マルシュには以下のスポーツ施設・スポーツクラブがある。
- スイミング・プール
- 4レーンのボウリング施設があるレープラントハレ
- 村の南部にあるグライダー飛行場
- 体操・スポーツクラブ「ゲルマニア」
- クラフトスポーツクラブ
- Freunde des Ringkampfsports in Malsch e.V.（マルシュ・レスリング愛好会）
- スポーツ・ダイビングクラブ「マジック・オクトパス」
- マルシュ・ブーレクラブ

## 経済と社会資本
ブドウ畑を主とするかつての農村は、現在でも農業が盛んである。標高248mのレッツェンベルクの南斜面と東に張り出したその支脈には120 haのブドウ畑が広がり、主にミュラー・トゥルガウ種、ピノ・ブラン種、ルーレンダー種、ピノ・ノワール種が栽培されている。
工場や企業も町内にあるのだが、多くの住民の職場は近隣のヴァルドルフ、ヴィースロッホ、バート・シェーンボルン、クローナウにある。

### 交通
マルシュは、連邦道B3号線の近くに位置している。この道路を使うと3km以内にアウトバーンA6号線に達する。バーデン本線のロート＝マルシュ駅はラインネッカーSバーンに接続している。マルシュはライン＝ネッカー交通連盟のサービス提供地域に含まれる。

## 引用
1. ↑  Statistisches Landesamt Baden-Württemberg – Bevölkerung nach Nationalität und Geschlecht am 31. Dezember 2023 (CSV-Datei)
2. ↑  Herwig John, Gabriele Wüst: Wappenbuch Rhein-Neckar-Kreis. Ubstadt-Weiher 1996, ISBN 3-929366-27-4, S. 78
3. ↑  St. Juliana